# 100027 Hannaharendt
100027 Hannaharendt هو كويكب، يقع ضمن حزام الكويكبات. اكتشف في 12 أكتوبر 1990.

## روابط خارجية
- 100027 Hannaharendt في قاعدة بيانات مختبر الدفع النفاث لأجرام النظام الشمسي الصغيرة

- الاكتشاف · مخطط المدار ·  العناصر المدارية · المعلمات المادية

- 100027 Hannaharendt على موقع ويكي سكاي: DSS2, SDSS, GALEX, IRAS, Hydrogen α, X-Ray, Astrophoto, Sky Map, Articles and images